# Transmorphers: Mech Beasts
Pour plus de détails, voir Fiche technique et Distribution.
Transmorphers : Mech Beasts est un film de science-fiction américain réalisé par Michael Su avec Tom Arnold, Matthew Gademske et Geena Alexandra dans les rôles principaux, sorti en 2023. Le film a été produit par le studio The Asylum.

## Synopsis
Le film se déroule en 2324, soit 300 ans après le déclenchement de la guerre entre l’humanité et les Z-Bots extraterrestres. Vingt ans auparavant, lors de leur dernière invasion (évènements vus dans le film Transmorphers), les robots extraterrestres semblaient avoir été vaincus pour de bon. Les humains survivants ont stocké les machines à tuer désactivées dans d’énormes bunkers souterrains, où ils sont toujours. Lorsqu’une violation du pare-feu est découverte dans une centrale électrique près de New Los Angeles, il devient rapidement clair qu’il ne peut pas s’agir d’une cyberattaque normale. Les générateurs électriques se transforment en un lion robot géant, tirant des faisceaux laser mortels depuis sa gueule. La panique éclate au quartier général du Premier ministre Brady (Tom Arnold). Mais les ingénieurs Mark (Todd Karner) et Agnes (Jolene Andersen) sont au courant de l’existence d’un autre bunker rempli de vieilles armes. Avec celles-ci, les quelques personnes qui n’ont pas encore été tuées doivent tenter de vaincre leur nouvel ennemi.

## Distribution
- Tom Arnold : Brady
- Jolene Andersen : Agnès
- Anthony Jensen : Général Palmer
- Mark Justice : Lieutenant Ryan
- Tania Fox : Lana
- Chad Ridgely : Colonel Wilks
- Andrew Rogers : Capitaine Watts
- Mica Javier : Mila[3],[4]
- Matthew Gademske : Trevor
- Geena Alexandra : Reena
- Todd Karner : Mark
- Charlotte Bjornbak : Lieutenant May
- Christopher Michael Carney : Professeur Lang
- Angel Mendoza : Professeur Derek
- Dezaré Foster : Genévrier
- Jessica DeBonville : Connor
- Kennedy Porter : Hensley
- George Funderburg : Soldat de l’équipe de secours[4]

## Production
Ce film est une suite de Transmorphers et un mockbuster de Transformers: Rise of the Beasts. Le tournage a eu lieu en studio à Los Angeles, Californie, aux États-Unis. Le film est sorti le 25 août 2023 au Canada.

## Réception critique
Le film a un score de 37% sur The Movie Database.
Le British Board of Film Classification (BBFC) a classé le film « ne convient pas aux enfants de moins de 12 ans » en raison de la violence (les scènes comprennent des fusillades, des explosions et des armes robotiques engloutissant les gens dans le feu, les gens sont traqués et attaqués par des bêtes robotiques, et on voit occasionnellement du sang sur les vêtements des gens) et du langage grossier utilisé (« f**k », « fils de pute », « merde », « pisse », « putain »).